# Bajouca
Bajouca est une freguesia portugaise située dans le District de Leiria.
Avec une superficie de 13,21 km2 et une population de 2 015 habitants (2001), la paroisse possède une densité de 152,5 hab/km2.